# PaRDeS
Pour les articles homonymes, voir Pardès (Kabbale) et Pardès.
Le PaRDeS ou Pardès ou Pardes est un acrostiche de l'exégèse biblique judaïque. 

## Exégèse
Il fait référence aux quatre approches exégétiques traditionnelles du judaïsme rabbinique ou aux niveaux d'interprétations possibles dans l'étude de la Torah. Il est composé des lettres initiales de ces différentes approches :  
- Peshat ou Pshat (פְּשָׁט), littérale[2]
- Remez (רֶמֶז), allégorique[2]
- Drash (דְּרַשׁ), homilétique[2]
- Sod (סוֹד), mystique[2]

En d'autres termes, le Peshat (« dévêtir ») s'attache au sens simple, obvie, le Remez (« allusion ») au sens allusif, le Drash (« recherche ») au sens indirect, figuré et le Sod (« secret ») au sens ésotérique.

## Kabbale
Dans la tradition de la Kabbale, apparaissant dans le Zohar dans un sens qui s'apparente au mot « paradis », « Pardès » désigne le jardin interdit ou un lieu où l'étudiant de la Torah peut atteindre un état de béatitude.